# Modła (Bolesławiec)
Pour les articles homonymes, voir Modła.
Modła est une localité polonaise de la gmina de Gromadka, située dans le powiat de Bolesławiec en voïvodie de Basse-Silésie.